# William Russell (1616-1700)

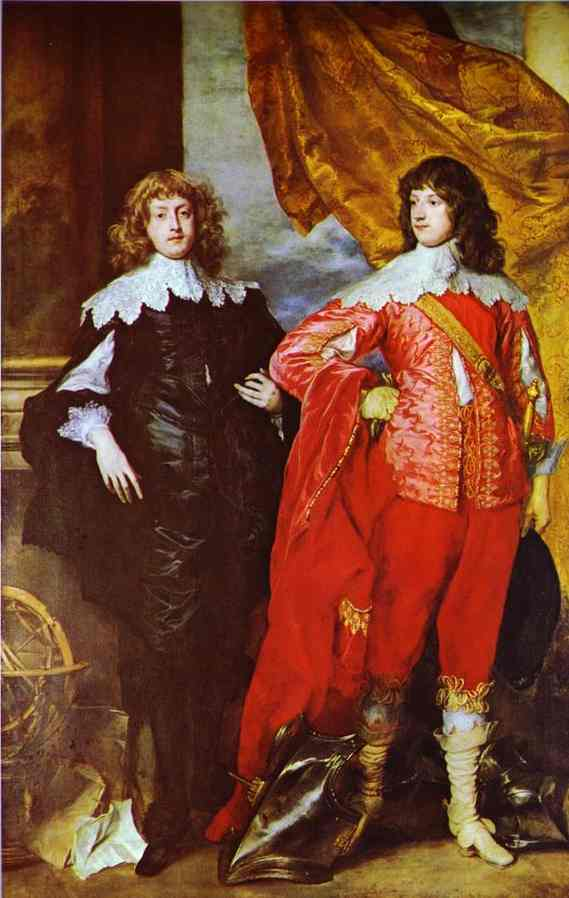
Bedford (rechts), met George Digby op een schilderij van Anthony van Dyck

William Russell, 5e graaf en 1e hertog van Bedford, (1616 - 1700), was een Engels liberaal politicus.
William Russel graaf van Bedford, was na de Restauratie van 1660 lid van het Hogerhuis Hij  werd in 1672 door koning Karel II opgenomen in de Orde van de Kouseband. 
Tijdens de Exclusion Crisis en na de troonsbestijging van koning Jacobus II werd Russell een der leiders van de oppositie van de Whigs. Met zes andere Peers schreef hij op 30 juni 1688 een brief aan stadhouder Willem III waarin ze hem vroegen, om militair in te grijpen in Engeland en met zijn gemalin kroonprinses Mary de regering over te nemen.
In 1694 verhief (inmiddels koning) Willem III Russell tot 1e hertog van Bedford.
- Gemeinsame Normdatei: 1027272908
- International Standard Name Identifier: 0000 0000 6668 571X
- Library of Congress Control Number: n85053538
- Nationale Bibliotheek van Israël: 987007271893405171
- SNAC: w6db8mw4
- Trove: 1116334
- Virtual International Authority File: 71744607
- WorldCat: E39PBJk8XV4w8PXfRtcDWMBQMP